# Saint-Marcel-du-Périgord
Saint-Marcel-du-Périgord is een gemeente in het Franse departement Dordogne (regio Nouvelle-Aquitaine) en telt 140 inwoners (2005). De plaats maakt deel uit van het arrondissement Bergerac.

## Geografie
De oppervlakte van Saint-Marcel-du-Périgord bedraagt 11,7 km², de bevolkingsdichtheid is 12,0 inwoners per km².
De onderstaande kaart toont de ligging van Saint-Marcel-du-Périgord met de belangrijkste infrastructuur en aangrenzende gemeenten.

## Demografie
Onderstaande figuur toont het verloop van het inwonertal (bron: INSEE-tellingen).